# The Thieves' Decoy
The Thieves' Decoy è un cortometraggio muto del 1910 diretto da Bert Haldane.

## Trama
Un padre costringe il suo bambino a chiedere l'elemosina per poi aggredire il benefattore.

## Produzione
Il film fu prodotto dalla Hepworth.

## Distribuzione
Distribuito dalla Hepworth, il film - un cortometraggio di 145 metri - uscì nelle sale cinematografiche britanniche nel settembre 1910.
Si conoscono pochi dati del film che, prodotto dalla Hepworth, fu distrutto nel 1924 dallo stesso produttore, Cecil M. Hepworth. Fallito, in gravissime difficoltà finanziarie, il produttore pensò in questo modo di poter almeno recuperare il nitrato d'argento della pellicola.